# Perito (Campania)
Perito (Prito in dialetto cilentano) è un comune italiano di 776 abitanti della provincia di Salerno in Campania.

## Geografia fisica

### Territorio
- Classificazione sismica: zona 3 (sismicità bassa), Ordinanza PCM. 3274 del 20/03/2003.

### Clima
La stazione meteorologica più vicina è quella di Casal Velino. In base alla media trentennale di riferimento 1961-1990, la temperatura media del mese più freddo, gennaio, si attesta a +8,7 °C; quella del mese più caldo, agosto, è di +25,7 °C.

## Origini del nome
Il nome deriva probabilmente dal latino piretum, "pereto", indicante una zona ricca di peri selvatici.

## Storia
Sebbene non si conosca la data esatta di fondazione del paese, Emilio Gatto, nella sua Storia di Perito, ipotizzò che i primi abitanti del luogo si fossero spostati dalla vicina Elea quando questa tramontò nel medioevo. Essi probabilmente cercarono rifugio dai barbari sulle colline vicine, la cui posizione era strategica per la difesa. Da alcune notizie riportate dallo storico cilentano Pietro Ebner, riferite da alcuni documenti del Codex diplomaticus Cavensis, si può dedurre l'esistenza di Perito già in un periodo compreso tra il X secolo e il 1137.
La tradizione afferma che prima dell’attuale borgo di Perito sia esistito “Perito sottano” (Perito di sotto), un piccolo borgo abitato, poi distrutto dal generale Formica, in cui oggi si trova la chiesa di Santa Caterina. Gatto ipotizza che questo borgo, ammessa la sua esistenza, possa essere stato distrutto o dai Saraceni, o dagli Almogaveri catalani durante la Guerra dei Vespri, cioè in un periodo collocabile, rispettivamente, nei secoli XI o XIV. Il gran numero di soldati che risaliva la collina doveva dare l’impressione, agli abitanti del borgo, di un brulicare di formiche; da qui deriverebbe il nome del leggendario condottiero che distrusse Perito sottano.
Il borgo rivestì importanza per tutto il Medioevo come cittadella fortificata a controllo delle valli sottostanti. La chiesa di San Nicola (XVI secolo) vanta un monumentale campanile edificato dal recupero di un'antica torre di epoca angioina.
Il casale di Perito fece parte prima della Baronia di Novi e poi della Baronia di Gioi, passando nei secoli nelle mani di diversi padroni, che non erano né nativi del luogo né vi abitavano. Nel 1806, con Giuseppe Bonaparte nuovo re del regno di Napoli, quando il regime feudale fu abolito dalla legge di eversione, insieme con il casale di Ostigliano, Perito divenne frazione del comune di Orria, perdendo la propria autonomia come università.
Diversi abitanti di Perito presero parte ai moti del Cilento del 1828 e qui furono arrestati i fratelli Capozzoli. Perito acquistò lo status di comune autonomo solo il 1º marzo 1850 e Ostigliano ne divenne frazione.
Nel 1860, in pieno Risorgimento, una novantina di peritesi si unì all'esercito di Garibaldi quando questo sbarcò a Sapri. Dal 1860 al 1927, durante il regno d'Italia, ha fatto parte del mandamento di Gioi, appartenente al circondario di Vallo della Lucania.

### Simboli
Lo stemma e il gonfalone sono stati concessi con decreto del presidente della Repubblica del 1º ottobre 1974.

## Società

### Evoluzione demografica
Abitanti censiti

## Infrastrutture e trasporti

### Strade
- Strada Provinciale 56/a Innesto SS 18-Ostigliano-Perito-Orria.
- Strada Provinciale 430/a Innesto SS 18 (Paestum)-Agropoli Nord-Agropoli Sud-Prignano Cilento-Perito-Omignano (loc. Ponti Rossi)-Vallo Scalo.

## Amministrazione

### Sindaci
| Periodo        | Periodo        | Primo cittadino   | Partito                           | Carica                    | Note |
| -------------- | -------------- | ----------------- | --------------------------------- | ------------------------- | ---- |
| 6 giugno 1993  | 27 aprile 1997 | Edmondo Lava      | DC                                | Sindaco                   |      |
| 27 aprile 1997 | 13 maggio 2001 | Edmondo Lava      | centro-sinistra                   | Sindaco                   |      |
| 13 maggio 2001 | 28 maggio 2006 | Silvio Baratta    | centro-sinistra                   | Sindaco                   |      |
| 29 maggio 2006 | 15 maggio 2011 | Edmondo Lava      | lista civica                      | Sindaco                   |      |
| 16 maggio 2011 | 5 giugno 2016  | Antonello Apolito | lista civica Impegno e Coerenza   | Sindaco                   |      |
| 5 giugno 2016  | 24 aprile 2017 | Antonello Apolito | lista civica Insieme per Crescere | Sindaco                   |      |
| 24 aprile 2017 | 18 maggio 2018 | Ivana Cirillo     | lista civica Insieme per Crescere | Vicesindaco f.f.          |      |
| 18 maggio 2018 | 10 giugno 2018 | Desirèe D'Ovidio  | -                                 | commissario straordinario |      |
| 10 giugno 2018 | in carica      | Carlo Cirillo     | lista civica Insieme per Crescere | Sindaco                   |      |
| 15 maggio 2023 | in carica      | Pietro Apolito    | lista civica Obiettivo Comune     | Sindaco                   |      |

### Altre informazioni amministrative
Il comune fa parte della Comunità montana Gelbison e Cervati e dell'Unione dei comuni Valle dell'Alento.
Le competenze in materia di difesa del suolo sono delegate dalla Campania all'Autorità di bacino regionale Sinistra Sele.